# Temporada 2020 de TCR Europe Touring Car Series
La temporada 2020 de TCR Europe Touring Car Series fue la quinta del TCR Europe Touring Car Series.
Josh Files es el campeón defensor, mientras Target Competition hizo lo propio en el Campeonato de Equipos .

## Equipos y pilotos

### TCR Europe
| Equipo                          | Auto                         | N.º | Piloto               | C | Rondas |
| ------------------------------- | ---------------------------- | --- | -------------------- | - | ------ |
| JSB Compétition                 | Peugeot 308 TCR              | 4   | Florian Briché       | R | 1–2, 4 |
| JSB Compétition                 | Peugeot 308 TCR              | 6   | Jean-Laurent Navarro | Y | 1–4    |
| JSB Compétition                 | Peugeot 308 TCR              | 24  | Julien Briché        |   | Todas  |
| Profi-Car Team Halder           | Honda Civic Type-R TCR (FK7) | 7   | Mike Halder          |   | Todas  |
| Profi-Car Team Halder           | Honda Civic Type-R TCR (FK7) | 53  | Michelle Halder      |   | Todas  |
| Comtoyou Racing                 | Audi RS3 LMS TCR (2017)      | 8   | Nicolas Baert        | R | Todas  |
| Comtoyou Racing                 | Audi RS3 LMS TCR (2017)      | 25  | Sami Taoufik         | R | Todas  |
| Comtoyou Racing                 | Audi RS3 LMS TCR (2017)      | 250 | Mehdi Bennani        |   | Todas  |
| PSS Racing Team                 | Honda Civic Type-R TCR (FK7) | 10  | Viktor Davidovski    | Y | 3, 6   |
| PSS Racing Team                 | Honda Civic Type-R TCR (FK7) | 29  | Néstor Girolami      |   | 1      |
| PSS Racing Team                 | Honda Civic Type-R TCR (FK7) | 72  | Franco Girolami      |   | 6      |
| SMC Junior Motorsport           | Peugeot 308 TCR              | 13  | Enrique Hernando     | R | 6      |
| SMC Junior Motorsport           | Peugeot 308 TCR              | 199 | Fernando Navarrete   | R | 6      |
| Tecnodom Sport                  | Audi RS3 LMS TCR DSG (2017)  | 15  | Kevin Giacon         |   | 3      |
| Volcano Motorsport              | CUPRA TCR                    | 16  | Evgeni Leonov        | R | 1, 3–6 |
| Volcano Motorsport              | CUPRA TCR                    | 96  | Mikel Azcona         |   | 5–6    |
| Brutal Fish Racing Team         | Honda Civic Type-R TCR (FK7) | 17  | Martin Ryba          | Y | Todas  |
| Brutal Fish Racing Team         | Honda Civic Type-R TCR (FK7) | 74  | Pepe Oriola          |   | Todas  |
| Brutal Fish Racing Team         | Honda Civic Type-R TCR (FK7) | 123 | Daniel Lloyd         |   | Todas  |
| Élite Motorsport                | CUPRA León Competición TCR   | 18  | Nicola Baldan        |   | 5      |
| Target Competition              | Hyundai i30 N TCR            | 19  | Andreas Bäckman      |   | Todas  |
| Target Competition              | Hyundai i30 N TCR            | 26  | Jessica Bäckman      |   | Todas  |
| Target Competition              | Hyundai i30 N TCR            | 27  | John Filippi         |   | Todas  |
| Target Competition              | Hyundai i30 N TCR            | 33  | José Manuel Sapag    | R | 4–6    |
| Team Clairet Sport              | Peugeot 308 TCR              | 20  | Teddy Clairet        |   | Todas  |
| Team Clairet Sport              | Peugeot 308 TCR              | 21  | Jimmy Clairet        |   | Todas  |
| Team Clairet Sport              | Peugeot 308 TCR              | 66  | Gilles Colombani     | Y | 1–4    |
| Team Clairet Sport              | Peugeot 308 TCR              | 81  | Stéphane Ventaja     | Y | 1–5    |
| Boutsen Ginion Racing           | Honda Civic Type-R TCR (FK7) | 31  | Tom Coronel          |   | 1, 5–6 |
| Essex & Kent Motorsport         | Hyundai i30 N TCR            | 38  | Lewis Kent           | R | 1      |
| PMA Motorsport                  | Hyundai i30 N TCR            | 44  | Felice Jelmini       |   | 3      |
| BRC Racing Team                 | Hyundai i30 N TCR            | 70  | Maťo Homola          |   | Todas  |
| BRC Racing Team                 | Hyundai i30 N TCR            | 99  | Dániel Nagy          |   | Todas  |
| Inhabilitados para sumar puntos |                              |     |                      |   |        |
| Tecnodom Sport                  | Fiat Tipo TCR                | 64  | Luca Rangoni         |   | 3      |

| Ícono | C                                        |
| ----- | ---------------------------------------- |
| R     | Eligible para el Yokohama Rookie Trophy  |
| Y     | Eligible para el Yokohama Diamond Trophy |

### TCR BeNeLux
| Equipo                | Auto                         | N.º | Piloto        | Rondas |
| --------------------- | ---------------------------- | --- | ------------- | ------ |
| Comtoyou Racing       | Audi RS3 LMS TCR (2017)      | 8   | Nicolas Baert | Todas  |
| Comtoyou Racing       | Audi RS3 LMS TCR (2017)      | 25  | Sami Taoufik  | Todas  |
| Comtoyou Racing       | Audi RS3 LMS TCR (2017)      | 250 | Mehdi Bennani | Todas  |
| Boutsen Ginion Racing | Honda Civic Type-R TCR (FK7) | 31  | Tom Coronel   | 4      |

## Calendario
El calendario fue anunciado el 22 de mayo de 2020 con 6 rondas establecidas.
| Rnd. | Rnd. | Circuito                                                | Fecha            | Categorías soportadas                                                 |
| ---- | ---- | ------------------------------------------------------- | ---------------- | --------------------------------------------------------------------- |
| 1    | 1    | Circuito Paul Ricard, Le Castellet, Francia             | 22 de agosto     | International GT Open Campeonato de España de F4                      |
| 1    | 2    | Circuito Paul Ricard, Le Castellet, Francia             | 23 de agosto     | International GT Open Campeonato de España de F4                      |
| 2    | 3    | Circuito de Zolder, Heusden-Zolder, Bélgica             | 12 de septiembre | Campeonato de Europa de Carreras de Camiones Copa Mundial de Turismos |
| 2    | 4    | Circuito de Zolder, Heusden-Zolder, Bélgica             | 13 de septiembre | Campeonato de Europa de Carreras de Camiones Copa Mundial de Turismos |
| 3    | 5    | Autodromo Nazionale di Monza, Monza, Italia             | 26 de septiembre | International GT Open                                                 |
| 3    | 6    | Autodromo Nazionale di Monza, Monza, Italia             | 27 de septiembre | International GT Open                                                 |
| 4    | 7    | Circuito de Barcelona-Cataluña, Montmeló, Spain         | 10 de octubre    | GT World Challenge Europe Sprint Cup                                  |
| 4    | 8    | Circuito de Barcelona-Cataluña, Montmeló, Spain         | 11 de octubre    | GT World Challenge Europe Sprint Cup                                  |
| 5    | 9    | Circuito de Spa-Francorchamps, Spa, Bélgica             | 23 de octubre    | GT World Challenge Europe Endurance Cup GT4 European Series           |
| 5    | 10   | Circuito de Spa-Francorchamps, Spa, Bélgica             | 24 de octubre    | GT World Challenge Europe Endurance Cup GT4 European Series           |
| 6    | 11   | Circuito del Jarama, San Sebastián de los Reyes, España | 7 de noviembre   | Campeonato de España de F4                                            |
| 6    | 12   | Circuito del Jarama, San Sebastián de los Reyes, España | 7 de noviembre   | Campeonato de España de F4                                            |

## Resultados por carrera
| Rnd. | Rnd. | Circuito                       | Fecha            | Pole position | Vuelta rápida | Piloto ganador  | Equipo ganador          | Ganador TCR BeNeLux | Ganador Yokohama Trophy | Resultados |
| ---- | ---- | ------------------------------ | ---------------- | ------------- | ------------- | --------------- | ----------------------- | ------------------- | ----------------------- | ---------- |
| 1    | 1    | Circuito Paul Ricard           | 22 de agosto     | John Filippi  | John Filippi  | Daniel Lloyd    | Brutal Fish Racing Team |                     | Sami Taoufik            | Resultados |
| 1    | 2    | Circuito Paul Ricard           | 23 de agosto     |               | John Filippi  | Mike Halder     | Profi-Car Team Halder   | Nicolas Baert       |                         | Resultados |
| 2    | 3    | Circuito de Zolder             | 12 de septiembre | Nicolas Baert | Nicolas Baert | Nicolas Baert   | Comtoyou Racing         | Nicolas Baert       | Nicolas Baert           | Resultados |
| 2    | 4    | Circuito de Zolder             | 13 de septiembre |               | Nicolas Baert | Michelle Halder | Profi-Car Team Halder   | Mehdi Bennani       | Nicolas Baert           | Resultados |
| 3    | 5    | Autodromo Nazionale di Monza   | 26 de septiembre | Mehdi Bennani | Julien Briché | Julien Briché   | JSB Compétition         | Julien Briché       | Nicolas Baert           | Resultados |
| 3    | 6    | Autodromo Nazionale di Monza   | 27 de septiembre |               | Julien Briché | Pepe Oriola     | Brutal Fish Racing Team | Julien Briché       | Nicolas Baert           | Resultados |
| 4    | 7    | Circuito de Barcelona-Cataluña | 10 de octubre    | Maťo Homola   | Sami Taoufik  | Mike Halder     | Profi-Car Team Halder   | Sami Taoufik        | Sami Taoufik            | Resultados |
| 4    | 8    | Circuito de Barcelona-Cataluña | 11 de octubre    |               | Sami Taoufik  | Andreas Bäckman | Target Competition      | Sami Taoufik        | Sami Taoufik            | Resultados |
| 5    | 9    | Circuito de Spa-Francorchamps  | 23 de octubre    | Mehdi Bennani | Mikel Azcona  | Mikel Azcona    | Volcano Motorsport      | Tom Coronel         | Sami Taoufik            | Resultados |
| 5    | 10   | Circuito de Spa-Francorchamps  | 24 de octubre    |               | Mikel Azcona  | Mikel Azcona    | Volcano Motorsport      | Tom Coronel         | Nicolas Baert           | Resultados |
| 6    | 11   | Circuito del Jarama            | 7 de noviembre   | Mikel Azcona  | Mikel Azcona  | Mikel Azcona    | Volcano Motorsport      |                     | Nicolas Baert           | Resultados |
| 6    | 12   | Circuito del Jarama            | 7 de noviembre   |               | Mikel Azcona  | John Filippi    | Target Competition      | Nicolas Baert       |                         | Resultados |

## Puntuaciones

### TCR Europe
| Pos.          | 1.º           | 2.º           | 3.º           | 4.º           | 5.º           | 6.º           | 7.º           | 8.º           | 9.º           | 10.º          | 11.º          | 12.º          | 13.º          | 14.º          | 15.º          |
| Clasificación | Clasificación | Clasificación | Clasificación | Clasificación | Clasificación | Clasificación | Clasificación | Clasificación | Clasificación | Clasificación | Clasificación | Clasificación | Clasificación | Clasificación | Clasificación |
| ------------- | ------------- | ------------- | ------------- | ------------- | ------------- | ------------- | ------------- | ------------- | ------------- | ------------- | ------------- | ------------- | ------------- | ------------- | ------------- |
| Pts.          | 10            | 9             | 8             | 7             | 6             | 5             | 4             | 3             | 2             | 1             |               |               |               |               |               |
| Carrera       |               |               |               |               |               |               |               |               |               |               |               |               |               |               |               |
| Pts.          | 40            | 35            | 30            | 27            | 24            | 21            | 18            | 15            | 13            | 11            | 9             | 7             | 5             | 3             | 1             |

#### Yokohama Trophy
| Pos.    | 1.º     | 2.º     | 3.º     | 4.º     | 5.º     | 6.º     | 7.º     | 8.º     | 9.º     | 10.º    |
| Carrera | Carrera | Carrera | Carrera | Carrera | Carrera | Carrera | Carrera | Carrera | Carrera | Carrera |
| ------- | ------- | ------- | ------- | ------- | ------- | ------- | ------- | ------- | ------- | ------- |
| Pts.    | 25      | 18      | 15      | 12      | 10      | 8       | 6       | 4       | 2       | 1       |

### TCR BeNeLux
| Pos.          | 1.º           | 2.º           | 3.º           | 4.º           | 5.º           | 6.º           | 7.º           | 8.º           | 9.º           | 10.º          | 11.º          | 12.º          | 13.º          | 14.º          | 15.º          |
| Clasificación | Clasificación | Clasificación | Clasificación | Clasificación | Clasificación | Clasificación | Clasificación | Clasificación | Clasificación | Clasificación | Clasificación | Clasificación | Clasificación | Clasificación | Clasificación |
| ------------- | ------------- | ------------- | ------------- | ------------- | ------------- | ------------- | ------------- | ------------- | ------------- | ------------- | ------------- | ------------- | ------------- | ------------- | ------------- |
| Pts.          | 10            | 9             | 8             | 7             | 6             | 5             | 4             | 3             | 2             | 1             |               |               |               |               |               |
| Carrera       |               |               |               |               |               |               |               |               |               |               |               |               |               |               |               |
| Pts.          | 40            | 35            | 30            | 27            | 24            | 21            | 18            | 15            | 13            | 11            | 9             | 7             | 5             | 3             | 1             |

## Clasificaciones

### TCR Europe

#### Campeonato de Pilotos
| Pos.                                    | Piloto               | LEC | LEC | ZOL  | ZOL | MNZ  | MNZ | BAR | BAR | SPA  | SPA | JAR  | JAR | Pts. |
| --------------------------------------- | -------------------- | --- | --- | ---- | --- | ---- | --- | --- | --- | ---- | --- | ---- | --- | ---- |
| 1                                       | Mehdi Bennani        | 2   | 5   | Ret3 | 5   | Ret1 | 8   | 5   | 3   | 61   | 16  | 4    | 2   | 285  |
| 2                                       | John Filippi         | 31  | 7   | 12   | 9   | 510  | 9   | 8   | 10  | 53   | 3   | 1110 | 1   | 257  |
| 3                                       | Nicolas Baert        | Ret | 9   | 1    | 6   | 38   | 5   | 107 | 6   | Ret  | 5   | 87   | 5   | 244  |
| 4                                       | Mike Halder          | 10  | 1   | 25   | 4   | 18†9 | Ret | 12  | 4   | 38   | 10  | Ret  | Ret | 242  |
| 5                                       | Daniel Lloyd         | 13  | 6   | 510  | 2   | 2    | Ret | 16  | 16  | 85   | Ret | 9    | 12  | 214  |
| 6                                       | Andreas Bäckman      | 78  | 4   | Ret8 | Ret | WD   | WD  | 710 | 1   | 4    | 7   | 6    | 6   | 209  |
| 7                                       | Maťo Homola          | 8   | 12  | 32   | 8   | 17†  | 3   | 41  | 20  | 1510 | 12  | 3    | 11  | 204  |
| 8                                       | Dániel Nagy          | 11  | 10  | 46   | 3   | 6    | 13  | 63  | 5   | 17   | 6   | 79   | 20† | 202  |
| 9                                       | Teddy Clairet        | 46  | 3   | 8    | 18  | Ret  | 6   | 19  | 11  | 14   | 4   | 2    | 8   | 200  |
| 10                                      | Julien Briché        | 14  | 14  | 15†7 | Ret | 14   | 2   | 9   | 21  | 11   | 17  | 5    | 3   | 175  |
| 11                                      | Mikel Azcona         |     |     |      |     |      |     |     |     | 1    | 1   | 1    | 4   | 157  |
| 12                                      | Sami Taoufik         | 9   | 18  | 114  | 11  | 16   | 12  | 36  | 2   | 76   | 13  | 10   | Ret | 157  |
| 13                                      | Pepe Oriola          | 20  | 11  | 10   | 7   | Ret5 | 1   | 24  | 13  | 109  | 11  | Ret  | DNS | 153  |
| 14                                      | Jimmy Clairet        | 65  | 23  | 9    | 12  | Ret3 | 4   | 11  | 9   | 12   | 18  | 12   | 10  | 129  |
| 15                                      | Michelle Halder      | 12  | 13  | 79   | 1   | 8    | 11  | 21  | 7   | 16   | Ret | 17   | 15  | 115  |
| 16                                      | Tom Coronel          | Ret | Ret |      |     |      |     |     |     | 2    | 2   | 14   | 7   | 100  |
| 17                                      | Néstor Girolami      | 54  | 2   |      |     |      |     |     |     |      |     |      |     | 66   |
| 18                                      | Jessica Bäckman      | 217 | 8   | Ret  | 10  | 7    | 14  | 159 | 18  | Ret  | 14  | Ret8 | 19  | 60   |
| 19                                      | Felice Jelmini       |     |     |      |     | 4    | 7   |     |     |      |     |      |     | 45   |
| 20                                      | José Manuel Sapag    |     |     |      |     |      |     | 12  | 8   | 137  | Ret | 18   | 13  | 36   |
| 21                                      | Martin Ryba          | Ret | 19  | 6    | 16  | 15   | 10  | Ret | DNS | 19   | Ret | Ret  | 18  | 35   |
| 22                                      | Stéphane Ventaja     | 19  | 15  | 13   | 14  | 10   | 15  | 13  | 12  | 20   | 15  |      |     | 34   |
| 23                                      | Nicola Baldan        |     |     |      |     |      |     |     |     | 9    | 8   |      |     | 28   |
| 24                                      | Viktor Davidovski    |     |     |      |     | 9    | 20  |     |     |      |     | 16   | 9   | 26   |
| 25                                      | Evgeni Leonov        | 15  | 16  |      |     | 12   | 18  | 14  | 19  | 18   | 9   | 19   | 17  | 24   |
| 26                                      | Gilles Colombani     | 17  | 21  | 14   | 15  | 11   | Ret | 18  | 17  |      |     |      |     | 13   |
| 27                                      | Florian Briché       | 13  | 17  | Ret  | 17  |      |     | 20  | 14  |      |     |      |     | 8    |
| 28                                      | Jean-Laurent Navarro | 16  | 22  | Ret  | 13  | DNS  | 16  | 17  | 15  |      |     |      |     | 6    |
| 29                                      | Kevin Giacon         |     |     |      |     | 14   | 19  |     |     |      |     |      |     | 5    |
| 30                                      | Enrique Hernando     |     |     |      |     |      |     |     |     |      |     | 13   | Ret | 5    |
| 31                                      | Franco Girolami      |     |     |      |     |      |     |     |     |      |     | Ret  | 14  | 3    |
| 32                                      | Fernando Navarrete   |     |     |      |     |      |     |     |     |      |     | 15   | 16  | 1    |
| 33                                      | Lewis Kent           | 18  | 20  |      |     |      |     |     |     |      |     |      |     | 0    |
| Pilotos inhabilitados para sumar puntos |                      |     |     |      |     |      |     |     |     |      |     |      |     |      |
| –                                       | Luca Rangoni         |     |     |      |     | 13   | 17  |     |     |      |     |      |     | –    |
| Pos.                                    | Piloto               | LEC | LEC | ZOL  | ZOL | MNZ  | MNZ | BAR | BAR | SPA  | SPA | JAR  | JAR | Pts. |

| Color     | Resultado                                                               |
| --------- | ----------------------------------------------------------------------- |
| Oro       | Ganador                                                                 |
| Plata     | 2.ª plaza                                                               |
| Bronce    | 3.ª plaza                                                               |
| Verde     | Finalizó en los puntos                                                  |
| Azul      | Finalizó sin puntos                                                     |
| Azul      | NC - No clasificado                                                     |
| Violeta   | Ret - No terminó (Carrera)                                              |
| Rojo      | DNQ - No se clasificó                                                   |
| Negro     | DSQ - Descalificado                                                     |
| Blanco    | DNS - No empezó (carrera)                                               |
| Blanco    | WD - Retirado (fin de semana)                                           |
| Blanco    | C - Carrera cancelada                                                   |
| Sin color | DNP - Inscrito pero no participó                                        |
| Sin color | INJ - Lesionado                                                         |
| Sin color | EX - Excluido                                                           |
| Estado    | Resultado                                                               |
| Negrita   | Pole position                                                           |
| Cursiva   | Vuelta rápida                                                           |
| †         | Abandona, pero clasifica al completar el porcentaje requerido para ello |

##### Yokohama Trophy
| Pos. | Piloto               | C | LEC | LEC | ZOL | ZOL | MNZ | MNZ | BAR | BAR | SPA | SPA | JAR | JAR | Pts. |
| ---- | -------------------- | - | --- | --- | --- | --- | --- | --- | --- | --- | --- | --- | --- | --- | ---- |
| 1    | Nicolas Baert        | R | Ret | 1   | 1   | 1   | 1   | 1   | 2   | 2   | Ret | 1   | 1   | 1   | 236  |
| 2    | Sami Taoufik         | R | 1   | 5   | 3   | 2   | 7   | 3   | 1   | 1   | 1   | 3   | 2   | Ret | 197  |
| 3    | Stéphane Ventaja     | Y | 7   | 2   | 4   | 4   | 3   | 4   | 4   | 4   | 5   | 4   |     |     | 121  |
| 4    | Evgeni Leonov        | R | 3   | 3   |     |     | 5   | 6   | 5   | 8   | 3   | 2   | 4   | 5   | 113  |
| 5    | Martin Ryba          | Y | Ret | 6   | 2   | 6   | 6   | 2   | Ret | DNS | 4   | Ret | Ret | 6   | 80   |
| 6    | José Manuel Sapag    | R |     |     |     |     |     |     | 3   | 3   | 2   | Ret | 4   | 2   | 75   |
| 7    | Gilles Colombani     | Y | 5   | 8   | 5   | 5   | 4   | Ret | 7   | 7   |     |     |     |     | 58   |
| 8    | Jean-Laurent Navarro | Y | 4   | 9   | Ret | 3   | DNS | 5   | 6   | 6   |     |     |     |     | 55   |
| 9    | Viktor Davidovski    | Y |     |     |     |     | 2   | 7   |     |     |     |     | 7   | 2   | 48   |
| 10   | Florian Briché       | R | 2   | 4   | Ret | 7   |     |     | 8   | 5   |     |     |     |     | 46   |
| 11   | Fernando Navarrete   | R |     |     |     |     |     |     |     |     |     |     | 5   | 4   | 22   |
| 12   | Enrique Hernando     | R |     |     |     |     |     |     |     |     |     |     | 3   | Ret | 15   |
| 13   | Lewis Kent           | R | 6   | 7   |     |     |     |     |     |     |     |     |     |     | 14   |
| Pos. | Piloto               | C | LEC | LEC | ZOL | ZOL | MNZ | MNZ | BAR | BAR | SPA | SPA | JAR | JAR | Pts. |

| Color     | Resultado                                                               |
| --------- | ----------------------------------------------------------------------- |
| Oro       | Ganador                                                                 |
| Plata     | 2.ª plaza                                                               |
| Bronce    | 3.ª plaza                                                               |
| Verde     | Finalizó en los puntos                                                  |
| Azul      | Finalizó sin puntos                                                     |
| Azul      | NC - No clasificado                                                     |
| Violeta   | Ret - No terminó (Carrera)                                              |
| Rojo      | DNQ - No se clasificó                                                   |
| Negro     | DSQ - Descalificado                                                     |
| Blanco    | DNS - No empezó (carrera)                                               |
| Blanco    | WD - Retirado (fin de semana)                                           |
| Blanco    | C - Carrera cancelada                                                   |
| Sin color | DNP - Inscrito pero no participó                                        |
| Sin color | INJ - Lesionado                                                         |
| Sin color | EX - Excluido                                                           |
| Estado    | Resultado                                                               |
| Negrita   | Pole position                                                           |
| Cursiva   | Vuelta rápida                                                           |
| †         | Abandona, pero clasifica al completar el porcentaje requerido para ello |

#### Campeonato de Equipos
| Pos. | Equipo                  | LEC | LEC | ZOL | ZOL | MNZ | MNZ | BAR | BAR | SPA | SPA | JAR | JAR | Pts. |
| ---- | ----------------------- | --- | --- | --- | --- | --- | --- | --- | --- | --- | --- | --- | --- | ---- |
| 1    | Comtoyou Racing         | 2   | 5   | 1   | 5   | 3   | 5   | 3   | 2   | 6   | 5   | 4   | 2   | 620  |
| 1    | Comtoyou Racing         | 9   | 8   | 10  | 6   | 15  | 8   | 5   | 3   | 7   | 13  | 8   | 5   | 620  |
| 2    | Target Competition      | 3   | 4   | 11  | 9   | 5   | 9   | 7   | 1   | 4   | 3   | 6   | 1   | 515  |
| 2    | Target Competition      | 7   | 7   | Ret | 10  | 7   | 13  | 8   | 7   | 5   | 7   | 10  | 6   | 515  |
| 3    | BRC Racing Team         | 8   | 9   | 3   | 3   | 6   | 3   | 4   | 5   | 14  | 6   | 3   | 11  | 423  |
| 3    | BRC Racing Team         | 11  | 11  | 4   | 8   | 16† | 12  | 6   | 15  | 16  | 12  | 7   | 18† | 423  |
| 4    | Brutal Fish Racing Team | 1   | 6   | 5   | 2   | 2   | 1   | 2   | 10  | 8   | 11  | 9   | 12  | 412  |
| 4    | Brutal Fish Racing Team | 17† | 10  | 6   | 7   | 14  | 10  | 13  | 13  | 10  | Ret | Ret | 17  | 412  |
| 5    | Team Clairet Sport      | 4   | 3   | 8   | 11  | 10  | 4   | 10  | 8   | 12  | 4   | 2   | 8   | 388  |
| 5    | Team Clairet Sport      | 6   | 14  | 9   | 13  | 11  | 6   | 11  | 9   | 13  | 14  | 11  | 10  | 388  |
| 6    | Profi-Car Team Halder   | 10  | 1   | 2   | 1   | 8   | 11  | 1   | 4   | 3   | 10  | 16  | 14  | 371  |
| 6    | Profi-Car Team Halder   | 12  | 12  | 7   | 4   | 17† | Ret | 15  | 6   | 15  | Ret | Ret | Ret | 371  |
| 7    | JSB Compétition         | 13  | 13  | 12† | 12  | 1   | 2   | 9   | 11  | 11  | 15† | 5   | 3   | 222  |
| 7    | JSB Compétition         | 14  | 16  | Ret | 14  | DNS | 14  | 14  | 12  |     |     |     |     | 222  |
| 8    | Volcano Motorsport      | 15  | 15  |     |     | 12  | 15  | 12  | 14  | 1   | 1   | 1   | 4   | 192  |
| 8    | Volcano Motorsport      |     |     |     |     |     |     |     |     | 17  | 9   | 17  | 16  | 192  |
| 9    | Boutsen Ginion Racing   | Ret | Ret |     |     |     |     |     |     | 2   | 2   | 13  | 7   | 102  |
| 10   | PSS Racing Team         | 5   | 2   |     |     | 9   | 17† |     |     |     |     | 15  | 9   | 98   |
| 10   | PSS Racing Team         |     |     |     |     |     |     |     |     |     |     | Ret | 13  | 98   |
| 11   | PMA Motorsport          |     |     |     |     | 4   | 7   |     |     |     |     |     |     | 45   |
| 12   | Élite Motorsport        |     |     |     |     |     |     |     |     | 9   | 8   |     |     | 28   |
| 13   | SMC Junior Motorsport   |     |     |     |     |     |     |     |     |     |     | 12  | 15  | 11   |
| 13   | SMC Junior Motorsport   |     |     |     |     |     |     |     |     |     |     | 14  | Ret | 11   |
| 14   | Tecnodom Sport          |     |     |     |     | 13  | 16  |     |     |     |     |     |     | 5    |
| 15   | Essex & Kent Motorsport | 16  | 17  |     |     |     |     |     |     |     |     |     |     | 0    |
| Pos. | Equipo                  | LEC | LEC | ZOL | ZOL | MNZ | MNZ | BAR | BAR | SPA | SPA | JAR | JAR | Pts. |

| Color     | Resultado                                                               |
| --------- | ----------------------------------------------------------------------- |
| Oro       | Ganador                                                                 |
| Plata     | 2.ª plaza                                                               |
| Bronce    | 3.ª plaza                                                               |
| Verde     | Finalizó en los puntos                                                  |
| Azul      | Finalizó sin puntos                                                     |
| Azul      | NC - No clasificado                                                     |
| Violeta   | Ret - No terminó (Carrera)                                              |
| Rojo      | DNQ - No se clasificó                                                   |
| Negro     | DSQ - Descalificado                                                     |
| Blanco    | DNS - No empezó (carrera)                                               |
| Blanco    | WD - Retirado (fin de semana)                                           |
| Blanco    | C - Carrera cancelada                                                   |
| Sin color | DNP - Inscrito pero no participó                                        |
| Sin color | INJ - Lesionado                                                         |
| Sin color | EX - Excluido                                                           |
| Estado    | Resultado                                                               |
| Negrita   | Pole position                                                           |
| Cursiva   | Vuelta rápida                                                           |
| †         | Abandona, pero clasifica al completar el porcentaje requerido para ello |

### TCR BeNeLux

#### Campeonato de Pilotos
| Pos. | Piloto        | ZOL | ZOL | MNZ | MNZ | BAR | BAR | SPA | SPA | Pts.      |
| ---- | ------------- | --- | --- | --- | --- | --- | --- | --- | --- | --------- |
| 1    | Nicolas Baert | 1   | 2   | 1   | 1   | 3   | 3   | Ret | 2   | 254 (284) |
| 2    | Mehdi Bennani | Ret | 1   | Ret | 2   | 2   | 2   | 2   | 4   | 246       |
| 3    | Sami Taoufik  | 2   | 3   | 2   | 3   | 1   | 1   | 3   | 3   | 243 (303) |
| 4    | Tom Coronel   |     |     |     |     |     |     | 1   | 1   | 89        |
| Pos. | Piloto        | ZOL | ZOL | MNZ | MNZ | BAR | BAR | SPA | SPA | Pts.      |

| Color     | Resultado                                                               |
| --------- | ----------------------------------------------------------------------- |
| Oro       | Ganador                                                                 |
| Plata     | 2.ª plaza                                                               |
| Bronce    | 3.ª plaza                                                               |
| Verde     | Finalizó en los puntos                                                  |
| Azul      | Finalizó sin puntos                                                     |
| Azul      | NC - No clasificado                                                     |
| Violeta   | Ret - No terminó (Carrera)                                              |
| Rojo      | DNQ - No se clasificó                                                   |
| Negro     | DSQ - Descalificado                                                     |
| Blanco    | DNS - No empezó (carrera)                                               |
| Blanco    | WD - Retirado (fin de semana)                                           |
| Blanco    | C - Carrera cancelada                                                   |
| Sin color | DNP - Inscrito pero no participó                                        |
| Sin color | INJ - Lesionado                                                         |
| Sin color | EX - Excluido                                                           |
| Estado    | Resultado                                                               |
| Negrita   | Pole position                                                           |
| Cursiva   | Vuelta rápida                                                           |
| †         | Abandona, pero clasifica al completar el porcentaje requerido para ello |

#### Campeonato de Equipos
| Pos. | Equipo                | ZOL | ZOL | MNZ | MNZ | BAR | BAR | SPA | SPA | Pts.      |
| ---- | --------------------- | --- | --- | --- | --- | --- | --- | --- | --- | --------- |
| 1    | Comtoyou Racing       | 1   | 1   | 1   | 1   | 1   | 1   | 2   | 2   | 525 (655) |
| 1    | Comtoyou Racing       | 2   | 2   | 2   | 2   | 2   | 2   | 3   | 3   | 525 (655) |
| 2    | Boutsen Ginion Racing |     |     |     |     |     |     | 1   | 1   | 89        |
| Pos. | Equipo                | ZOL | ZOL | MNZ | MNZ | BAR | BAR | SPA | SPA | Pts.      |

| Color     | Resultado                                                               |
| --------- | ----------------------------------------------------------------------- |
| Oro       | Ganador                                                                 |
| Plata     | 2.ª plaza                                                               |
| Bronce    | 3.ª plaza                                                               |
| Verde     | Finalizó en los puntos                                                  |
| Azul      | Finalizó sin puntos                                                     |
| Azul      | NC - No clasificado                                                     |
| Violeta   | Ret - No terminó (Carrera)                                              |
| Rojo      | DNQ - No se clasificó                                                   |
| Negro     | DSQ - Descalificado                                                     |
| Blanco    | DNS - No empezó (carrera)                                               |
| Blanco    | WD - Retirado (fin de semana)                                           |
| Blanco    | C - Carrera cancelada                                                   |
| Sin color | DNP - Inscrito pero no participó                                        |
| Sin color | INJ - Lesionado                                                         |
| Sin color | EX - Excluido                                                           |
| Estado    | Resultado                                                               |
| Negrita   | Pole position                                                           |
| Cursiva   | Vuelta rápida                                                           |
| †         | Abandona, pero clasifica al completar el porcentaje requerido para ello |